# بول ديمان
بول ديمان (بالفرنسية: Paul Deman)‏ مواليد 25 أبريل 1889 في فلاندرز الغربية، بلجيكا - الوفاة 31 يوليو 1961، كان دراج بلجيكي في صنف سباق الدراجات على الطريق.

## روابط خارجية
- بول ديمان على موقع أرشيف الدراجات (الإنجليزية)
- بول ديمان على موقع إحصائيات الدراجات الإحترافية (الإنجليزية)
- بول ديمان على موقع CycleBase (الإنجليزية)